# Чжу Цяньвей
Чжу Цяньвей (кит. 朱倩蔚, пін. Zhū Qiàn-wèi, 28 вересня 1990) — китайська плавчиня, олімпійська медалістка.

## Виступи на Олімпіадах
| Олімпіада  | Дисципліна                            | Місце |
| ---------- | ------------------------------------- | ----- |
| Пекін 2008 | плавання на 200 метрів вільним стилем | 19    |
| Пекін 2008 | естафета 4 × 200 вільним стилем       | 2     |